# Giove (Marcello Sparzo)
Il Giove, noto anche come il Gigante, è stata una statua colossale realizzata in stucco marmorino da Marcello Sparzo, databile al 1586. Fu demolita fra la fine del 1935 e il 1936.
Si trattava di uno dei più importanti esempi cinquecenteschi di opera colossale, è stata inoltre una delle più grandi figure in assoluto dell'intero XVI secolo.

## Descrizione

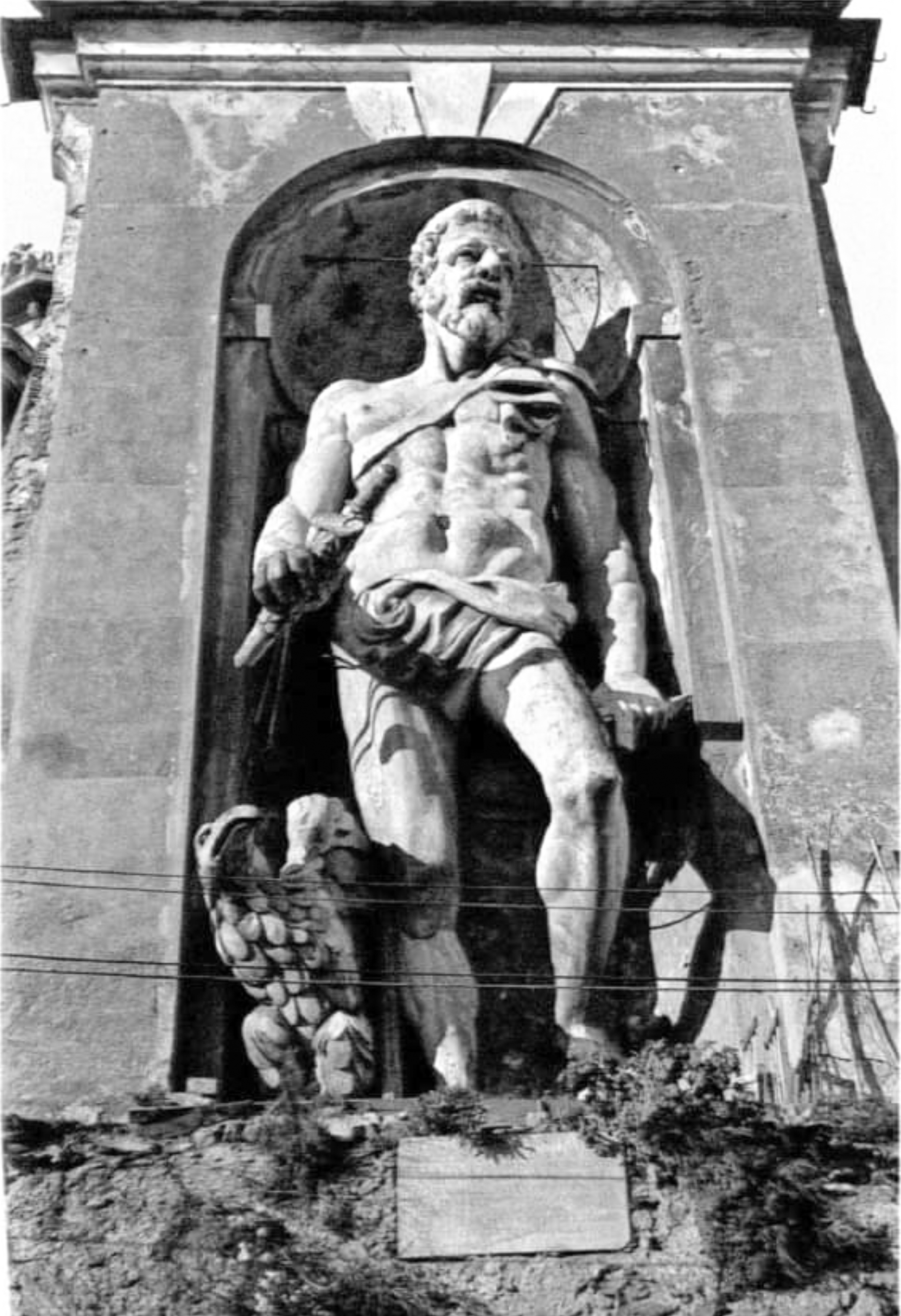
La statua in una foto del 1935 in cui sono ben visibili la targa dedicata al cane di Gianandrea Doria e l'aquila

Il colosso, dell'altezza di circa otto metri, fu modellato in stile manierista con influenze classiche, e commissionato da Gianandrea Doria in onore del principe-ammiraglio Andrea Doria. Era collocato in una edicola o nicchia monumentale ornata con tre guglie con pinnacoli sferici (quella centrale è in alcuni casi antichi rappresentata anche come un fastigio a due volute laterali percorse da festoni).
La composizione presentava affinità stilistiche col Nettuno di Ammannati, l'Oceano e il Nettuno del Giambologna, ma soprattutto col Nettuno incompiuto di Bandinelli, anch'esso commissionato dai Doria, che insieme ad altre opere hanno probabilmente costituito fonte di ispirazione per lo scultore e il committente.
Raffigurava un Giove pluvio seminudo, con un drappo al ventre e una cintura o fodero a tracolla per spada a fermare un mantello sulla spalla. Nel pugno destro teneva un gladio o spada corta, e in quello sinistro un fulmine tipico dell'iconografia tradizionale. Il volto era proteso verso levante, in direzione della città. In virtù della forma del capo nella parte superiore ai boccoli, portava probabilmente una corona o altro ornamento in metallo, già perduto all'epoca della demolizione.
Una grande aquila era collocata accanto al piede destro della figura, con il becco rivolto a levante. Il rapace rappresentava sia l'animale prediletto alla divinità, sia il simbolo araldico della famiglia Doria e forse richiamava anche lo stemma imperiale asburgico, a ricordo della svolta filoasburgica di Andrea Doria. Il piede sinistro della figura poggiava invece sul capo di un animale, non chiaramente identificato dalle fonti, forse un mostro marino o un delfino, come nell'iconografica tradizionale del Nettuno (ma potrebbe trattarsi anche di un lupo, come nel Giove di Pietro Francavilla del 1585 esposto a Palazzo Bianco, quasi certamente visionato dallo stesso Sparzo).
Come risulta dal confronto con le numerose commissioni seicentesche genovesi, la statua era probabilmente edificata con uno stucco marmorino composto da polvere di marmo, arena bianca di Savona, ed elementi idrauilicizzanti come calce, caolino o pozzolana. Vista la straordinaria durevolezza mostrata dal colosso, si fece certamente uso di competenze tecniche particolarmente avanzate per il periodo.
La statua si presentava in un luminoso colore bianco, con un effetto di contrasto scenografico con la scura macchia mediterranea circostante. Si stagliava in fronte alla sottostante statua del Nettuno, scolpita tredici anni più tardi da Taddeo Carlone e collocata ancora oggi nel giardino meridionale della villa. Le due statue distavano circa 220 metri in linea d'aria, e il Palazzo del Principe si poneva al centro fra le due, disegnando un ideale asse prospettico che andava a unire il mare alla collina, mettendo l'edificio al riparo della simbolica protezione delle due divinità.
Anche se non sempre riscosse la stessa attenzione nel corso dei secoli, seguendo in ciò anche le sorti dei Doria, secondo l'Alizeri la statua era di tale maestria e qualità da far meritare "all'autore una lode difficilissima a chiunque scolpisce o modella: ch'è il dar giusto aspetto ai colossi secondo il luogo che li riceve e secondo il punto onde voglion guardarsi".
In due opere antiche, la mappa di Genova di Alessandro Baratta del 1637 e la veduta della Villa del Principe di Antonio Giolfi di metà del '700, il colosso è curiosamente raffigurato con il braccio destro proteso verso l'alto, mentre sembra raffigurato correttamente nella più antica mappa di Giovanni Battista Costanzo pubblicata all'inizio del 1600.

## Storia

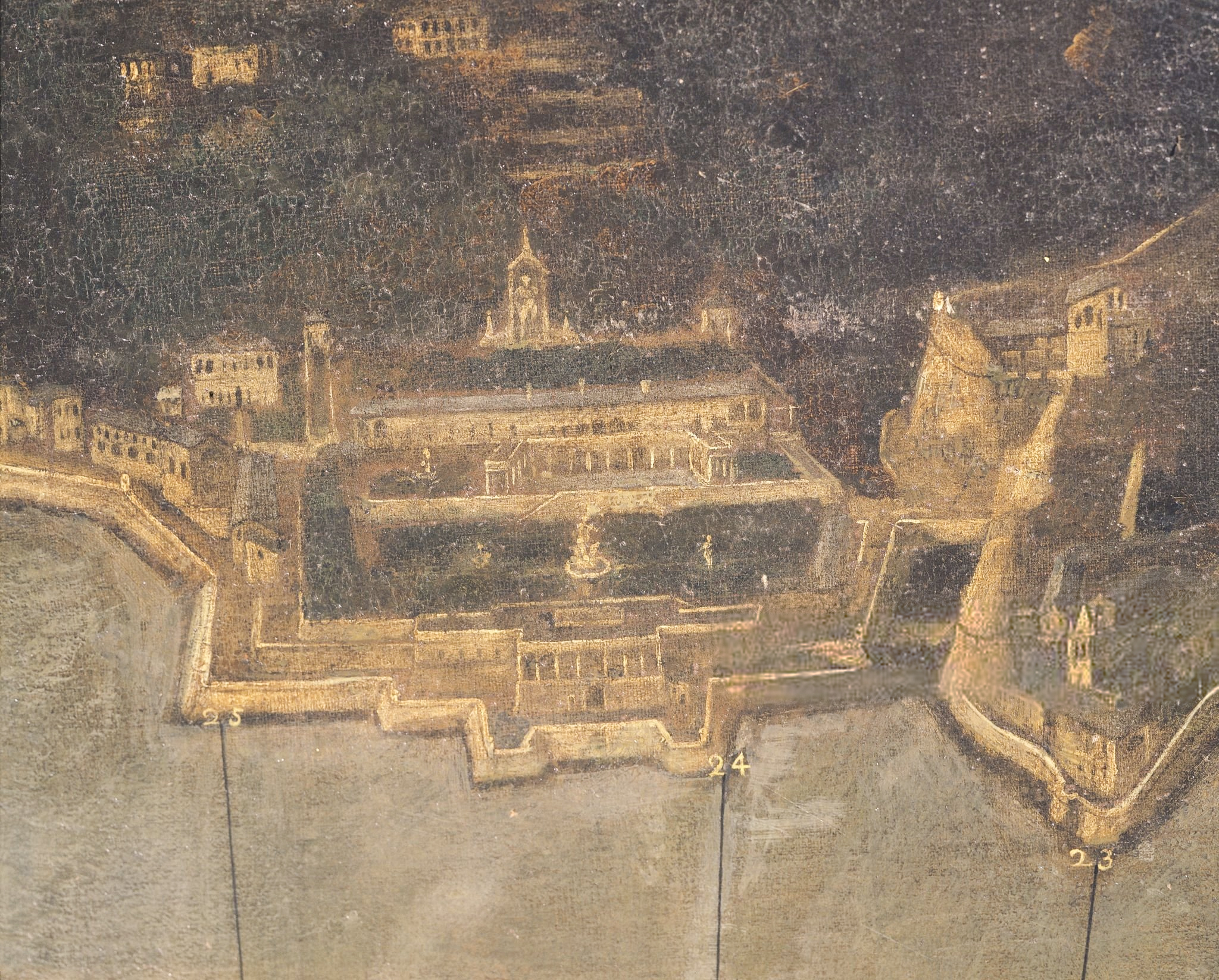
La villa del Principe con il gigante di Sparzo come appariva ai mercanti in arrivo dal mare fra il Cinquecento e il Seicento

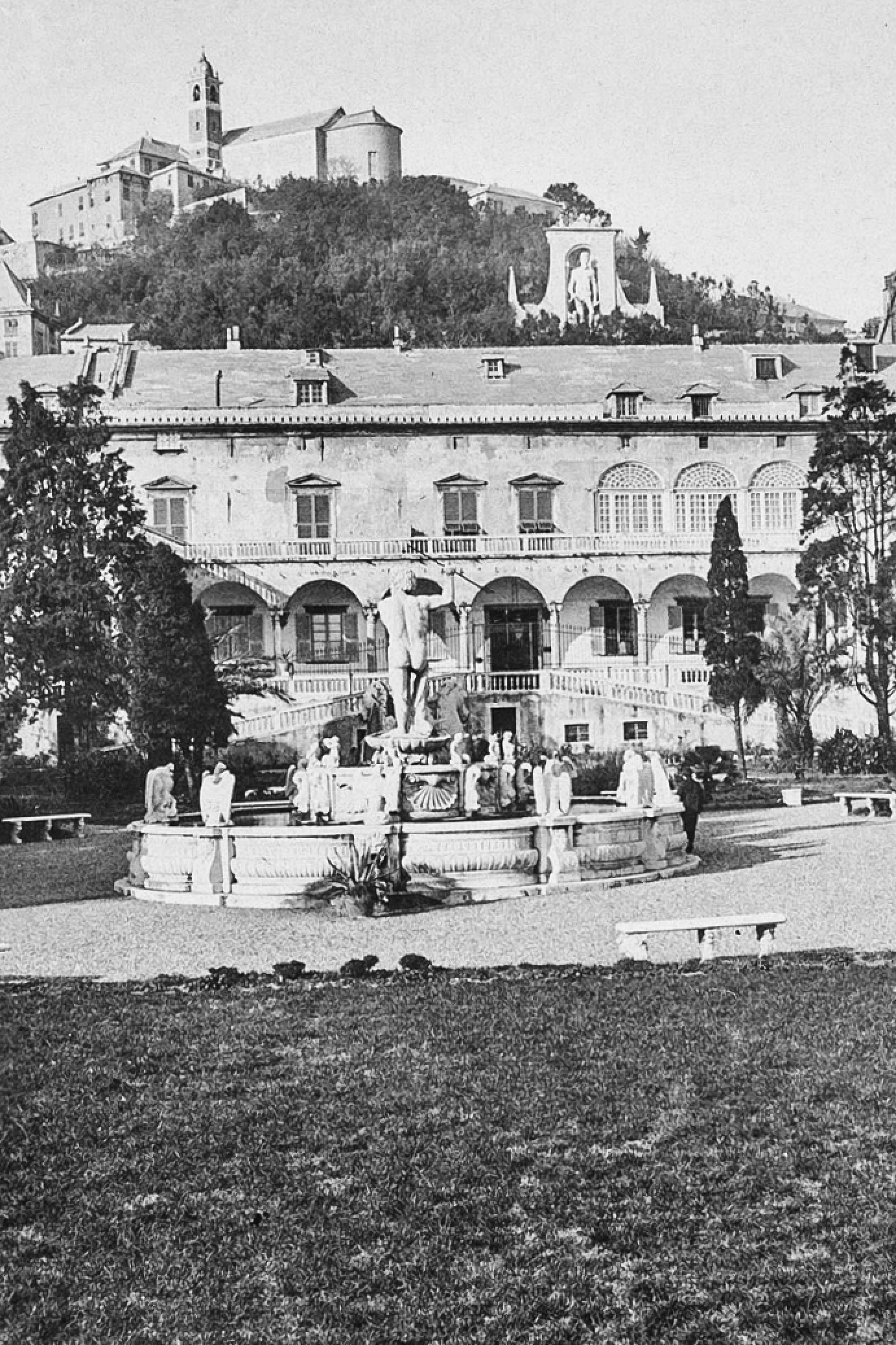
Il colosso di Sparzo sovrastava la statua del Nettuno, creando un collegamento prospettico fra le due divinità a protezione del Palazzo del Principe

L'opera ebbe una storia articolata, sia nella sua genesi, sia nella sua vita e poi in particolare per la sua fine. Il progetto iniziale della famiglia Doria potrebbe essere stato quello di erigere un Nettuno a consacrazione della figura dell'ammiraglio Andrea Doria. Sicuramente nel 1530 una commissione in tal senso fu conferita a Baccio Bandinelli, che portò la scultura a uno stadio avanzato di lavorazione lasciandola però incompiuta a causa di liti contrattuali (oggi si trova nella fontana del Gigante a Carrara). Ciò spiegherebbe sia l'iconografia utilizzata da Sparzo, con elementi propri a entrambe le divinità, sia il perché il Giove fu effettivamente spesso scambiato per un Nettuno già dagli anni successivi alla sua edificazione e poi per due secoli, in particolare dopo l'erronea interpretazione pubblicata da Soprani.
Nel 1568 Vasari dà notizia anche di "un gran Nettunno di stucco, che sopra un piedistallo fu posto nel giardino del Principe" negli anni quaranta del Cinquecento, attribuendolo a Giovanni Angelo Montorsoli, emerito scultore già attivamente al servizio dei Doria. Di questa statua non si hanno notizie certe e l'ubicazione è controversa, anche se dovrebbe essere andata perduta già nella seconda metà del Cinquecento, forse per danni atmosferici. È ipotizzabile che fosse installata nell'area del giardino meridionale lato mare, dove sarebbe stata poi sostituita nel 1599 dalla fontana marmorea del Nettuno di Taddeo Carlone. In quest'ipotesi, il Giove di Sparzo sarebbe stato concepito sin da subito come l'opposto del Nettuno del Montorsoli. Le due figure colossali potevano quindi far parte di una compiuta decorazione scultorea e architettonica, ben visibile dal mare, che collegava i giardini nord e sud attraversando l'edificio della villa.
In ogni caso, il colosso di Giove fu commissionato allo scultore urbinate da Gianandrea Doria, figlio di Giannettino ed erede del principe-ammiraglio Andrea. Per la sua edificazione fu corrisposta una cifra di 20 scudi d'oro (50, secondo Alizeri). Fu terminato nel 1586 all'interno dei giardini settentrionali della Villa del Principe di Genova, in quella che è l'attuale parte superiore di via Pagano Doria (sopra alla stazione di Genova Piazza Principe) e che all'epoca era la collina alle spalle dell'antico borgo di Fassolo e del porto della Repubblica di Genova. La struttura iniziale cinquecentesca del giardino era probabilmente un boschetto sul modello della Villa medicea di Castello, o un giardino all'italiana ma con caratteristiche meno geometricamente ordinate; dal XVII secolo in poi, comunque, le descrizioni indicano sempre il giardino come boscoso.
In sintesi, sono tre i possibili modelli interpretativi del colosso: quello del ritratto glorioso e diretto del Doria (come spesso rilevato dai viaggiatori rinascimentali, fra cui Fynes Moryson che nel 1594 la descrisse come statua di "Andrea D'Oria"), quello di Giove nella personificazione mitologica del committente Gianandrea o del suo avo (come per esempio sostenuto dallo storico d'arte George Gorse), o quello di una molteplicità di significati in allusione alla posizione di potere del casato dei Doria (come avrebbero rilevato almeno parte dei contemporanei e lo stesso Alizeri).
Secondo Hanke, il colosso di Sparzo sarebbe uno degli esempi più significativi dell'utilizzo dell'arte scultorea per finalità di carattere politico oltre che artistico. Oltre alla manifestazione di ricchezza e magnificenza, infatti, rappresentava il potere che il casato dei Doria esercitava sulla città e sulla Repubblica di Genova. Tale messaggio fu probabilmente ben inteso dai contemporanei, tanto che le prime menzioni indipendenti dell'opera, spesso sommarie e basate sul passaparola o l'impressione individuale, la descrivono quasi sempre come una rappresentazione di Andrea Doria, più che della divinità stessa. Significativo anche il fatto che fosse situata all'infuori del centro cittadino, in quello che era tecnicamente uno dei giardini privati della nobile famiglia, ma rivolta verso il nucleo cittadino, con una collocazione sopraelevata e dimensioni tali da svettare su tutta la città vecchia e sul porto di fronte alla futura stazione marittima, molto ben visibile anche dal mare.
Un simile confronto allegorico è stato rilevato anche relativamente ai due saloni regali della villa del Principe: uno affrescato con un Nettuno, l'altro con un Giove. Sul Nettuno è riconosciuto il riferimento ad Andrea Doria, mentre sulla figura del Giove è discusso se si riferisca al Doria o a Carlo V d'Asburgo. A tal proposito, secondo Gorse il significato era semplicemente cangiante a seconda della convenienza: «durante le normali funzioni [...] rappresentavano il potere augusteo di Andrea Doria all'interno della repubblica e del Mediterraneo, mentre nelle visite statali di Carlo V simboleggiavano eccezionalmente l'autorità universale dell'Imperatore».
La statua era particolarmente nota ai cittadini come il gigante, e per un periodo diede anche il nome popolare per indicare l'area. Alla base della statua fu sepolto nel 1605 il "gran Roldano", cane prediletto di Gianandrea Doria, che fu commemorato con una targa marmorea ancora oggi presente in uno dei muri di contenimento di via Pagano Doria.
A partire da poco meno di un secolo dopo della sua edificazione, la scultura fu a lungo erroneamente attribuita a Giovanni Angelo Montorsoli, per responsabilità del biografo tardo-seicentesco Soprani prima, e del settecentesco Ratti poi: Soprani la attribuì superficialmente allo scultore fiorentino (fraintendendo il testo di Giorgio Vasari dedicato a Montorsoli in cui citava il "gran Nettuno di stucco" poi perduto), mentre Ratti contribuì a diffondere la falsa attribuzione limitandosi a ricalcare le osservazioni di Soprani, come fecero poi anche gli storici successivi. Questi errori, ripetuti nei due secoli successivi, contribuirono per un certo periodo all'incompleto riconoscimento dell'opera di Sparzo. Fu dapprima lo storico Andrea Lazzari (pubblicato da Giuseppe Colucci) già alla fine del XVIII secolo, a notare alcune incongruenze biografiche. La riattribuzione dell'opera monumentale si ebbe però soltanto nel 1874, quando lo studioso Antonio Merli raccolse gli antichi documenti originali rimasti nel Palazzo del Principe comprovando la paternità dell'opera e ne scrisse sul Giornale ligustico della Società Ligure di Storia Patria. L'Alizeri, inizialmente anche lui caduto in errore, lesse il testo e si corresse esplicitamente nelle sue successive pubblicazioni, dando notorietà al fatto.
La scultura colossale di Sparzo svettò sulla valle e sulla marina del porto genovese per trecentocinquant'anni all'interno del giardino monumentale della villa del Principe. Il giardino andò irrimediabilmente distrutto per la costruzione della ferrovia nel 1854, di via Pagano Doria (1899), e infine dell'albergo Miramare di Gino Coppedè (1913). La statua, invece, fu addirittura demolita fra la fine del 1935 e il 1936 (alcune fonti indicavano erroneamente il 1934 o il 1939), nonostante l'omonimo palazzo sottostante fosse già dal 1932 sottoposto a vincolo del Ministero per i Beni e le Attività Culturali. Secondo la storica dell'arte Maria Grazia Rutteri, che nel 1965 curò la riedizione commentata dell'opera seicentesca di Soprani, «i proprietari la demolirono perché eccessivamente ingombrante e perché il comune, pur richiesto, trascurò di occuparsene».
All'atto della demolizione, pur necessitando di interventi conservativi, era in condizioni "sorprendentemente buone", considerando che si trattava di una scultura in stucco marmorino allestita all'aperto, a testimonianza delle elevate competenze tecniche applicate da Sparzo e dalla sua bottega in epoca rinascimentale.

## Nella cultura di massa
La statua è stata protagonista di un sonetto di Giovanni Battista "Baciccia" Rapallo pubblicato nel 1927, dal titolo A-o gigànte da Vìlla D'Öia (Al gigante di Villa D'Oria).

## Galleria d'immagini

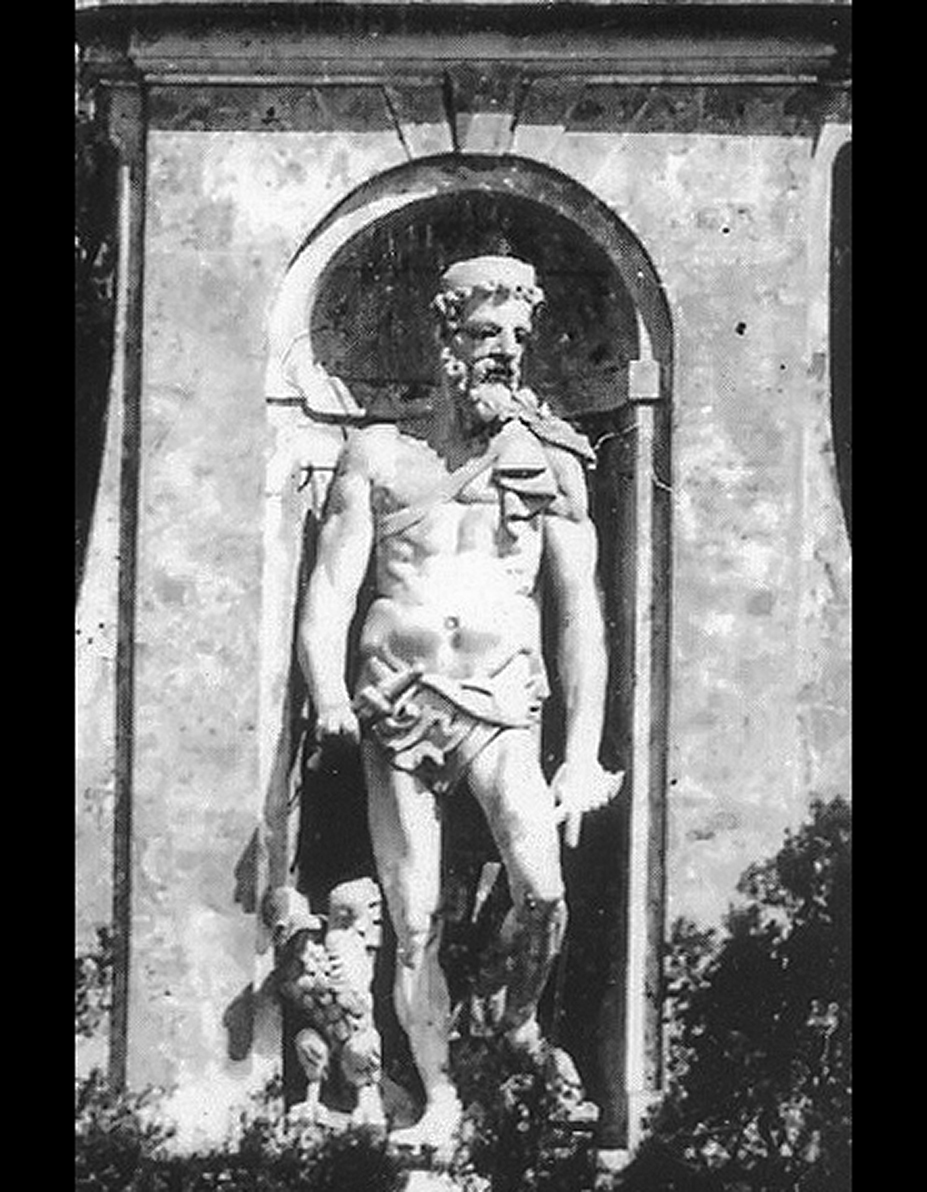
Il gigante in una fotografia della prima metà del 1900
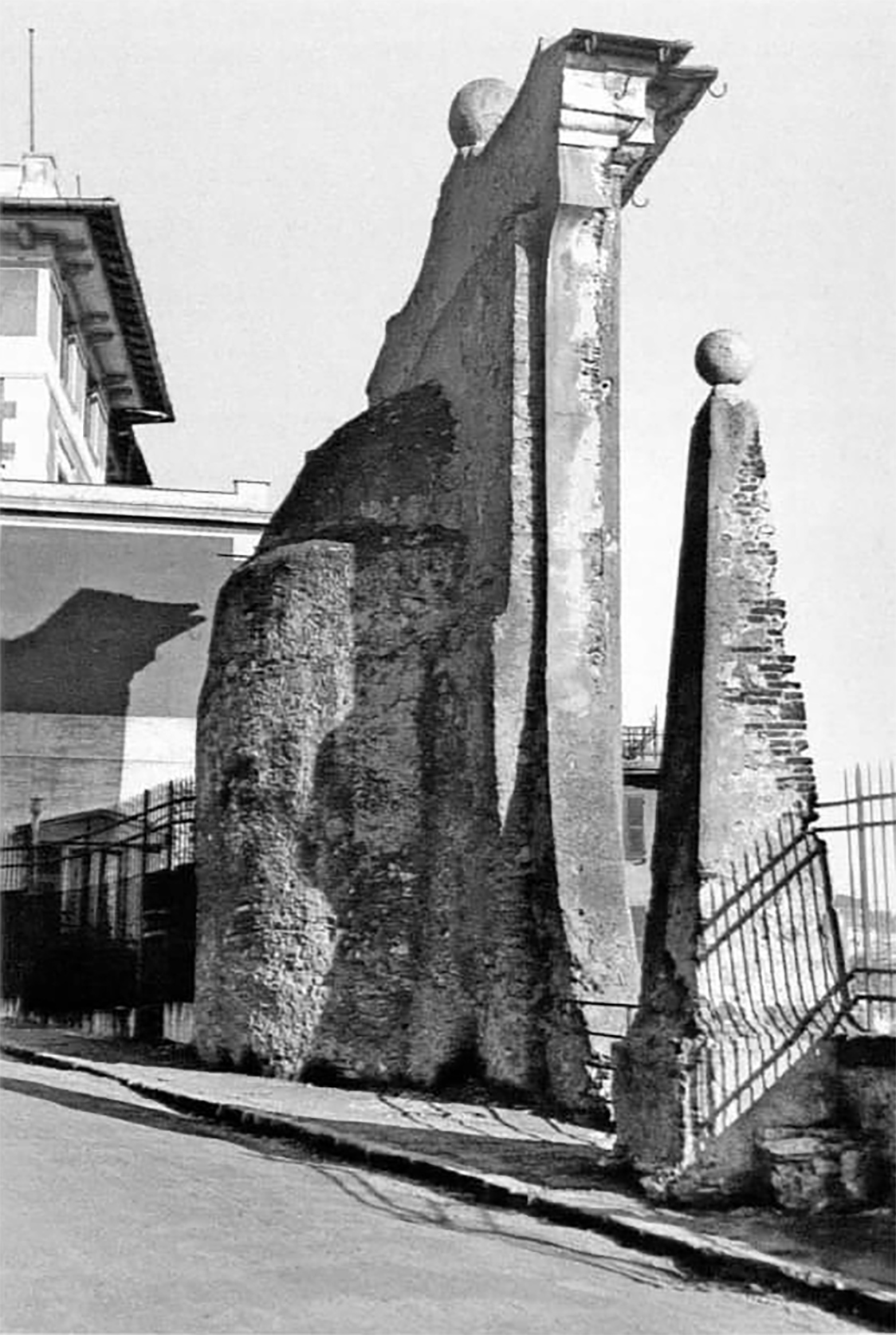
Il retro dell'edicola monumentale in cui era collocata la statua
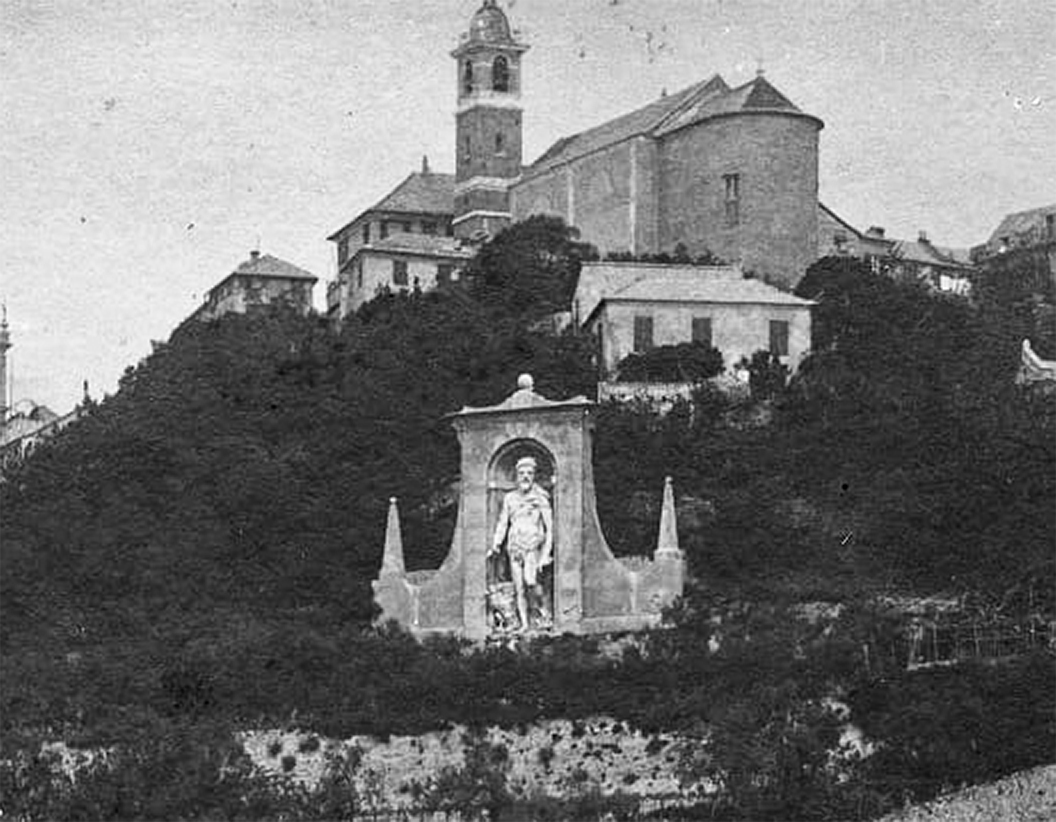
La statua nella sua edicola in una rara fotografia del 1903 con alle spalle la Chiesa di San Rocco sopra Principe
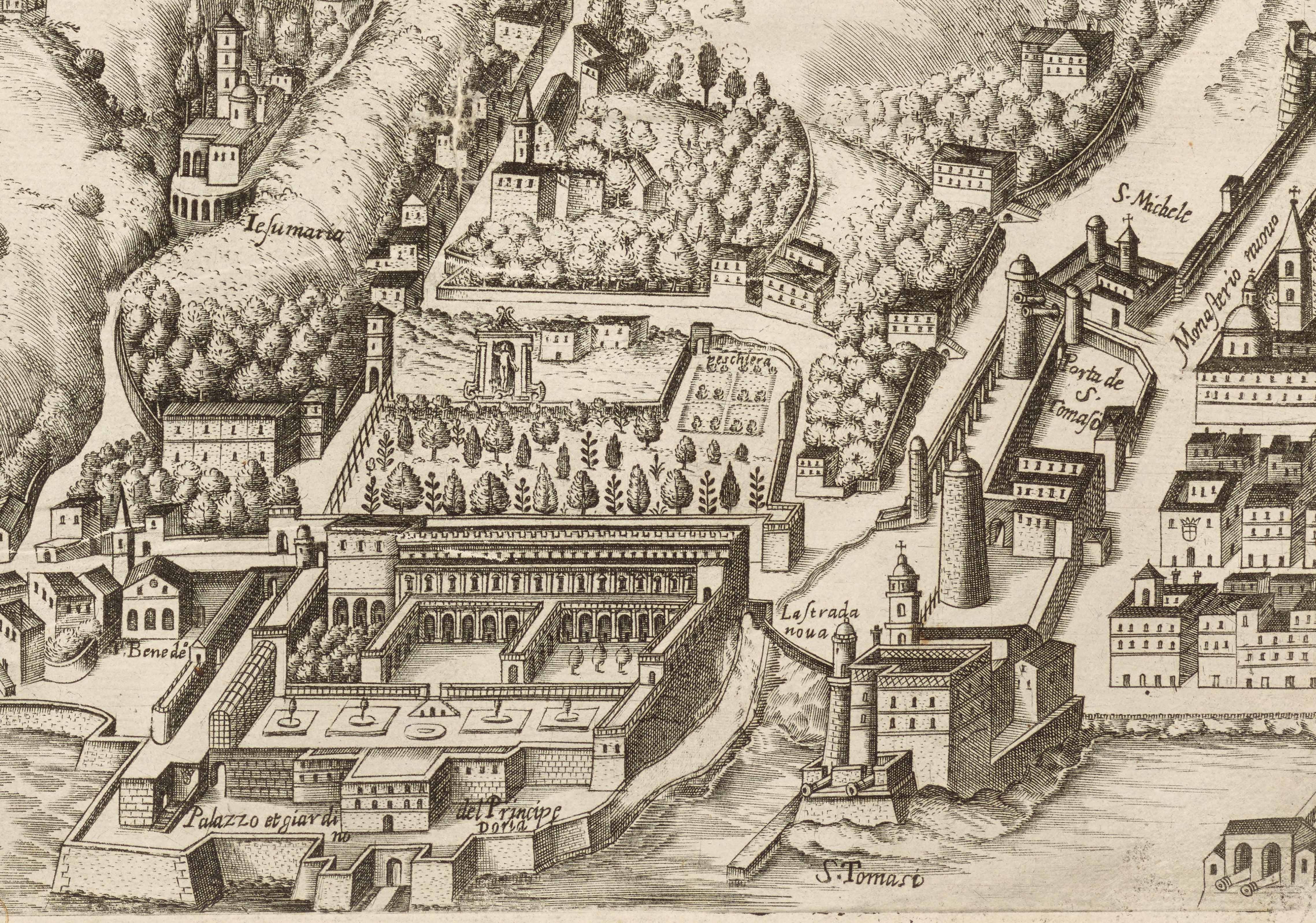
Il colosso di Sparzo (raffigurato con il braccio destro alzato) è chiaramente visibile anche nelle mappe antiche, come in questa di Alessandro Baratta risalente al 1637
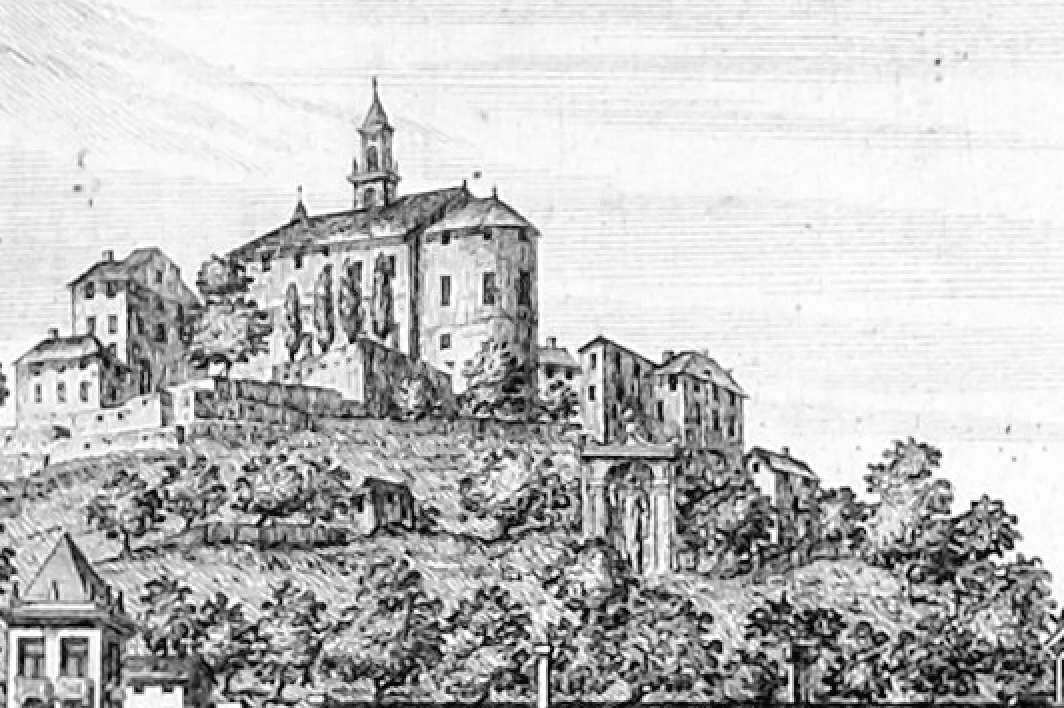
La chiesa di San Rocco sopra principe e il colosso di Sparzo (raffigurato con il braccio destro alzato) a metà del 1700
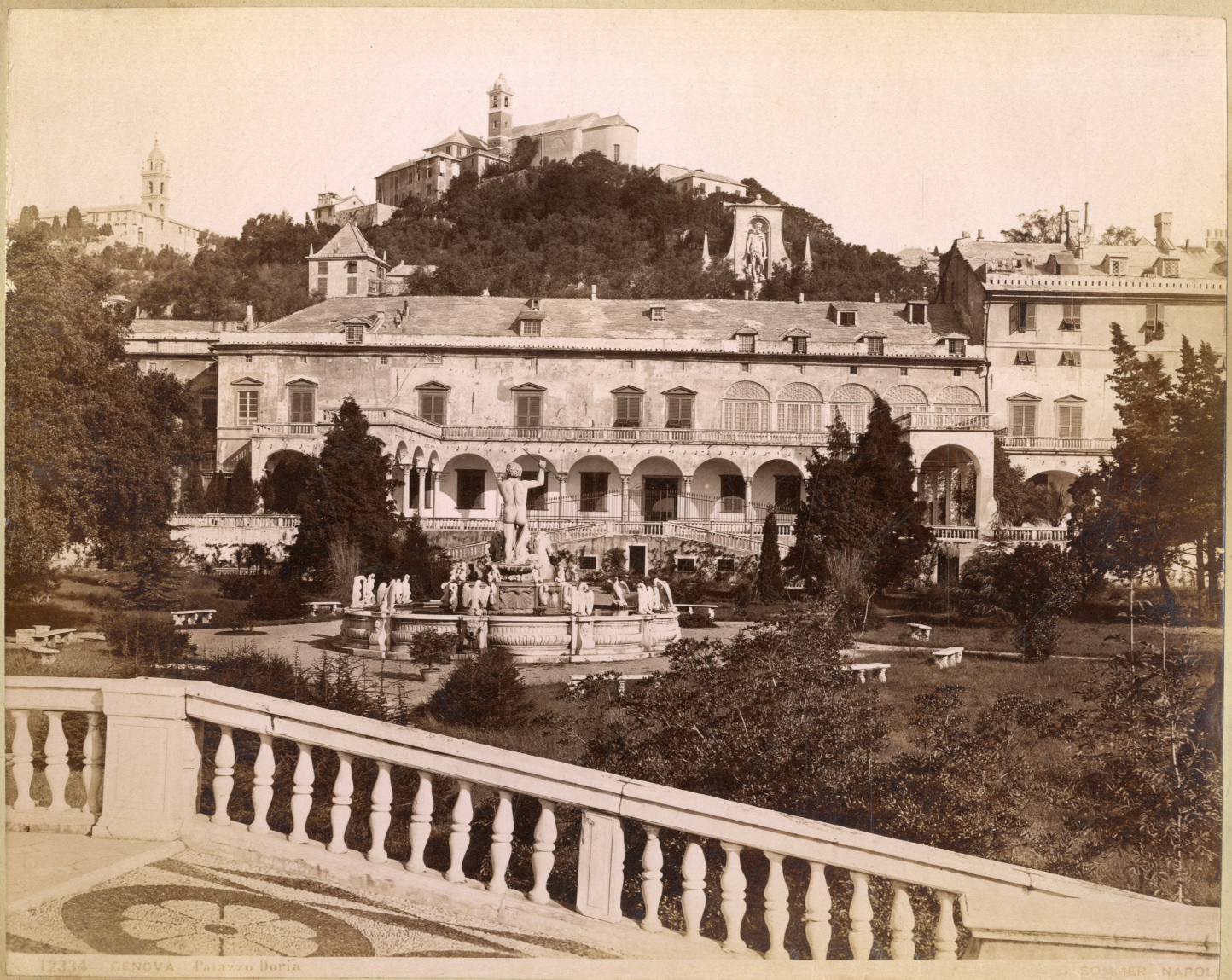
La villa del Principe sul finire del 1800, sono ben visibili la statua del Nettuno e, sulla collina, quella del Giove di Sparzo
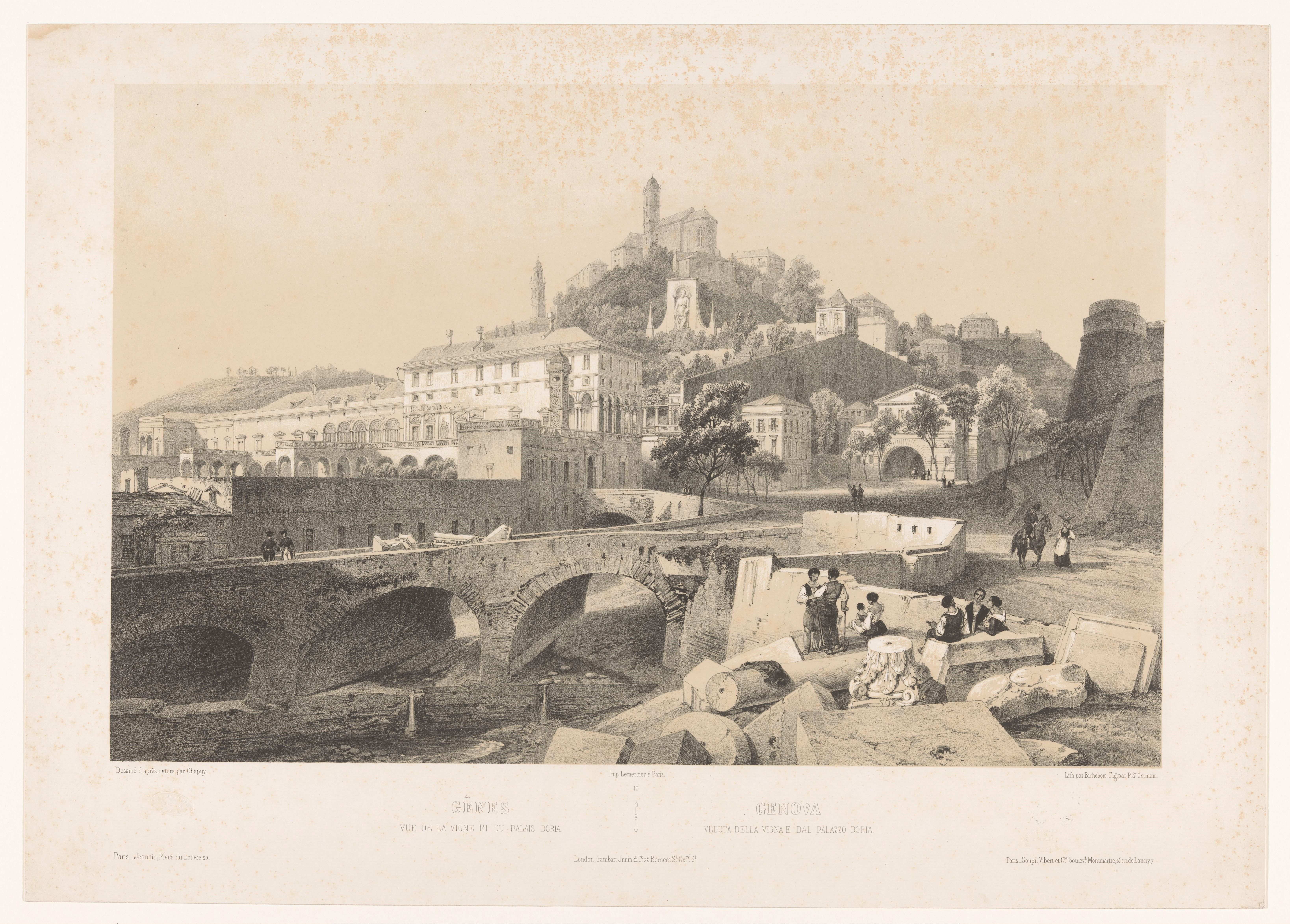
Un disegno di Nicolas Marie Joseph Chapuy della prima metà del 1800, intitolato Vue de la vigne et du Palais Doria
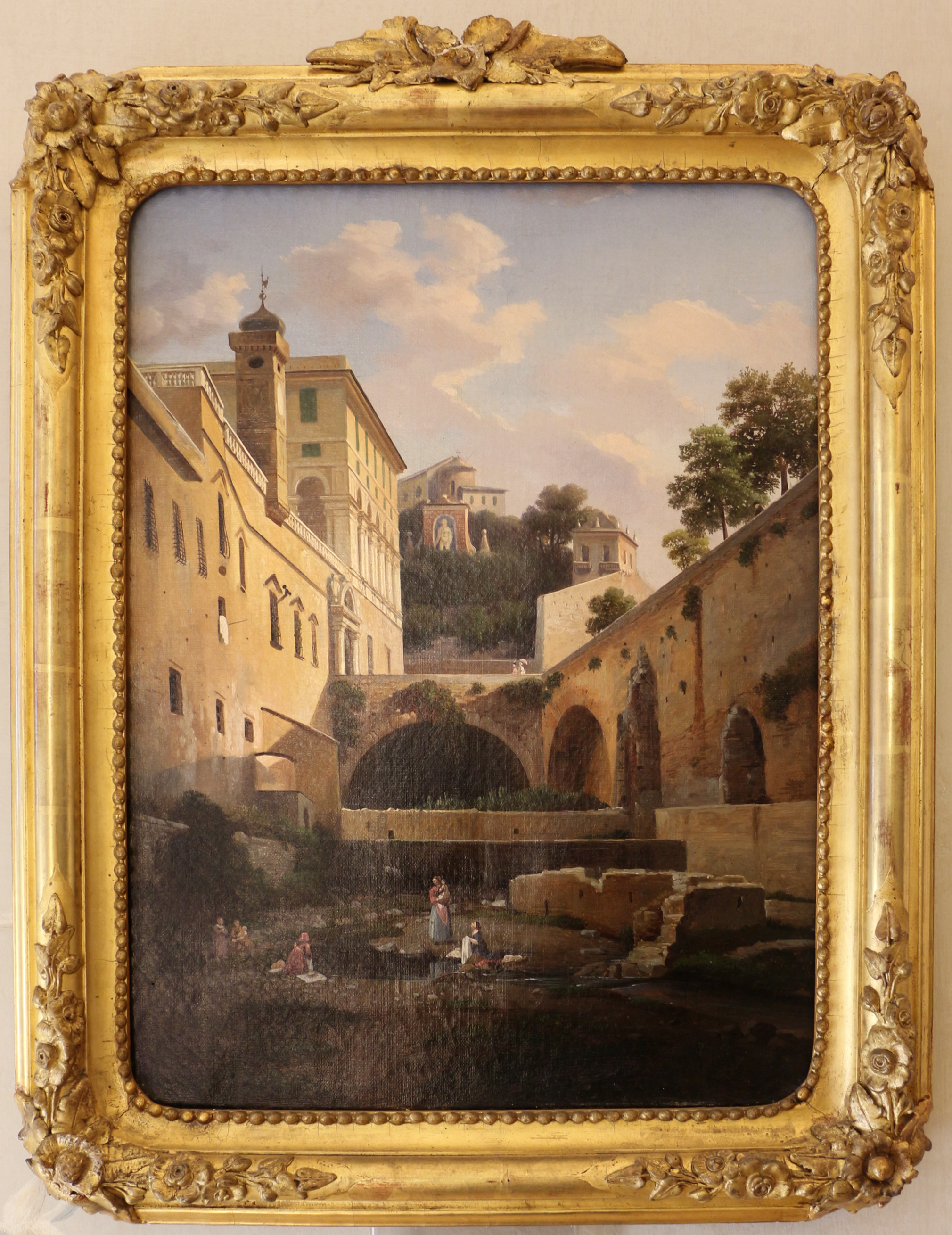
Un dipinto del 1864 di Domenico Pasquale Cambiaso che raffigura la villa principesca con la statua di Sparzo al centro
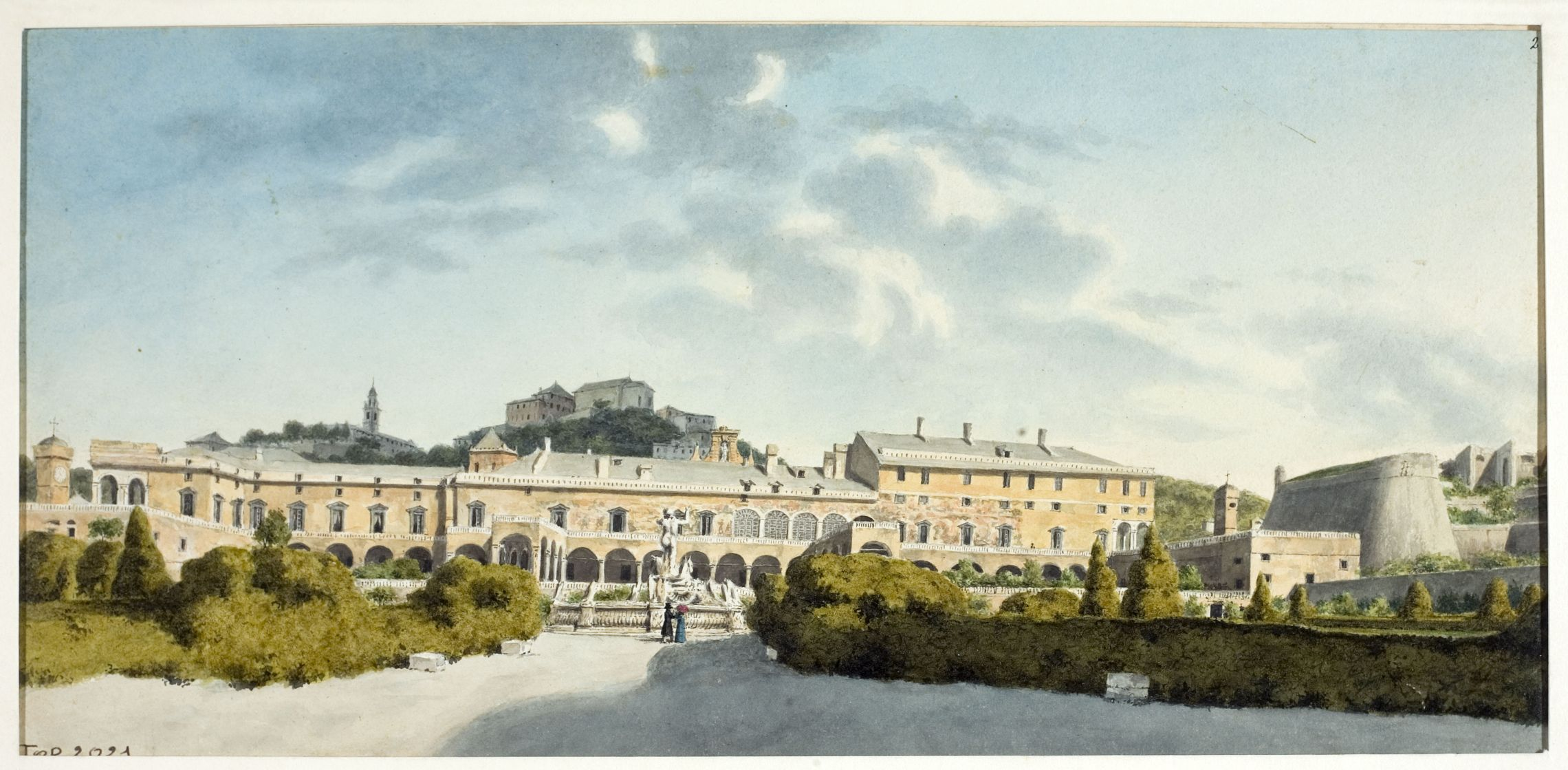
Un dipinto di Luigi Garibbo, antecedente al 1825, raffigurante le villa con il colosso a svettare dirimpetto
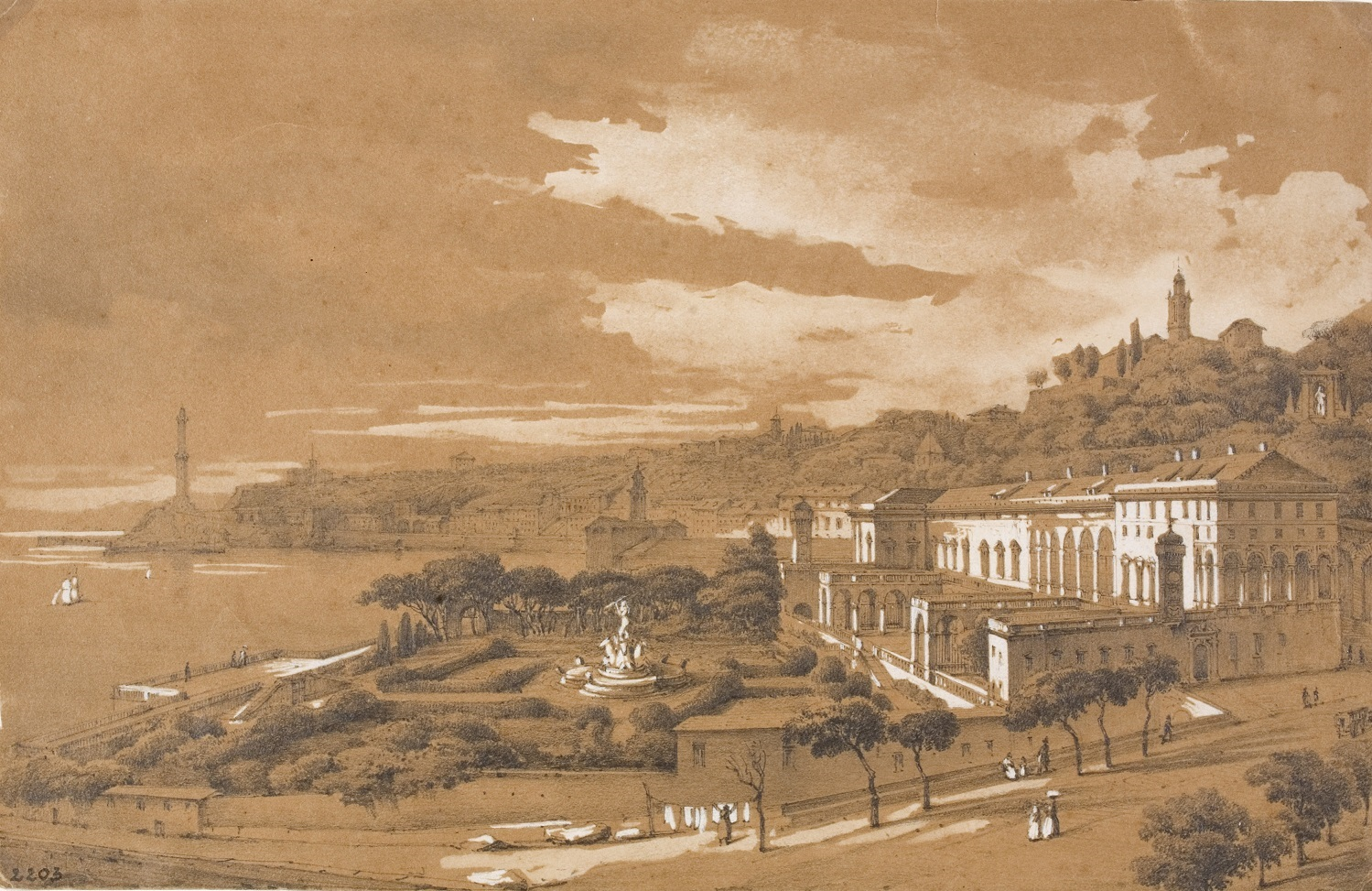
Un acquerello seppia e biacca di Domenico Cambiaso antecedente al 1849, con il gigante di Sparzo ben visibile sulla collina
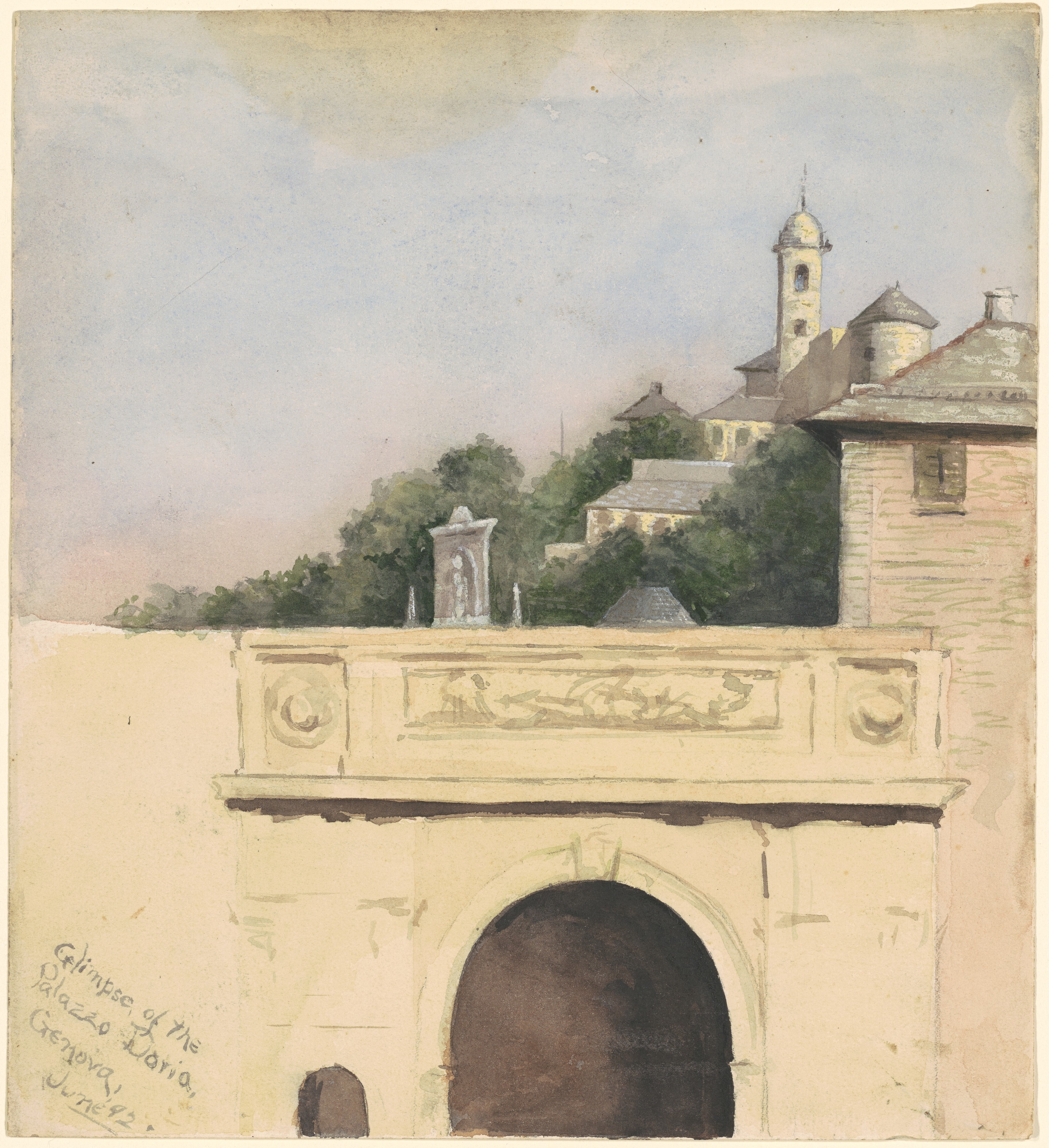
Il gigante sullo sfondo, in un dipinto di Marietta Minnigerode Andrews del giugno 1892